# 1976年夏季残疾人奥林匹克运动会墨西哥代表团
1976年夏季残疾人奥林匹克运动会墨西哥代表团是墨西哥派出的1976年夏季残疾人奥林匹克运动会代表团。获得16枚金牌、14枚银牌和9枚铜牌。